# Gustavo Adolfo Moriconi
Gustavo Adolfo Moriconi Tempereni (Chabás, Santa Fe, Argentina, 20 de abril de 1960), exjugador de fútbol. Jugaba de arquero e integró los planteles de Gimnasia y Esgrima La Plata e Independiente de Avellaneda, entre otros.

## Trayectoria
Apodado "Manos mágicas", por su actuación en un clásico del fútbol argentino, entre los equipos platenses de Gimnasia y Estudiantes en 1989. Por ese entonces, los partidos que terminaban empatados se debían de desempatar por medio de los penales. En ese partido, Moriconi atajó 4 penales. Y fue adquirido por el Club de Fútbol Monterrey de México donde jugó 2 años.
En la actualidad es entrenador de las divisiones inferiores de Independiente de Avellaneda.

## Clubes
| Club                        | País      | Año       |
| --------------------------- | --------- | --------- |
| Club Atlético Independiente | Argentina | 1979-1980 |
| Guaraní Antonio Franco      | Argentina | 1981      |
| Club Atlético Independiente | Argentina | 1982-1986 |
| Gimnasia y Esgrima La Plata | Argentina | 1986-1989 |
| Club de Fútbol Monterrey    | México    | 1989-1991 |
| Querétaro Fútbol Club       | México    | 1991-1992 |
| Club Atlético Platense      | Argentina | 1992      |
| Newell's Old Boys           | Argentina | 1993      |
| Querétaro Fútbol Club       | México    | 1993-1994 |